# Églises baptistes de Nouvelle-Zélande
Les Églises baptistes de Nouvelle-Zélande (anglais : Baptist Churches of New Zealand) sont une association chrétienne évangélique d'églises baptistes en Nouvelle-Zélande.  Elle est affiliée à l’Alliance baptiste mondiale. Son siège est situé à Auckland. 

## Histoire

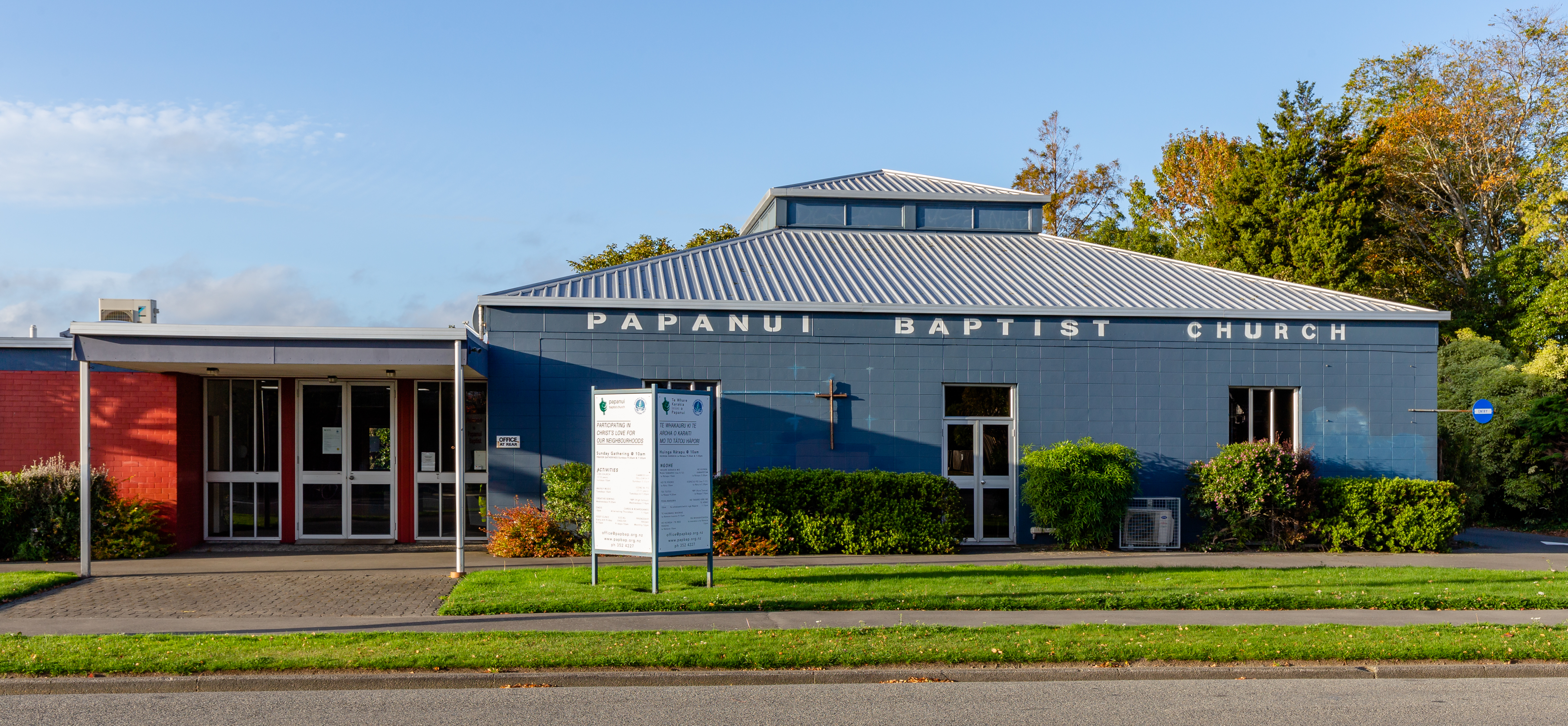
Église baptiste de Papanui à Christchurch.

L’Union commence avec l’établissement d’une église baptiste à Nelson (Nouvelle-Zélande) par un pasteur britannique en 1851.  Elle est officiellement fondée en 1882 sous le nom de Baptist Union of New Zealand. Selon un recensement de l’association, en 2023 elle disait avoir 240 églises et 20,627 membres.

## Organisation missionnaire
La convention a une organisation missionnaire, NZBMS .

## Écoles
Elle compte un institut de théologie affilié, le Collège baptiste Carey à Auckland .